# El Diario de Hoy
El Diario de Hoy (nom signifiant, en français : « Le Journal d'aujourd'hui »), est un quotidien salvadorien, de langue espagnole, publié à San Salvador.
Le journal a été fondé en 1936. Avec son concurrent direct La Prensa Gráfica, il est l'un des deux principaux quotidiens du Salvador. Sa ligne éditoriale est réputée « conservatrice ».
Après les victoires successives, aux élections présidentielles de 1989, 1994, 1999 et 2004, de candidats issus des rangs de l'ARENA, la ligne politique du journal, tout en restant conservatrice, aurait évolué, selon le Center for Research Libraries, vers une « aApproche équilibrée et objective de l'actualité » .
Le journal, outre son édition quotidienne, offre des suppléments mensuels :
- Mujeres (« Femmes »), magazine féminin,
- Speed, magazine sur l'automobile.